# Prix Stefan-Bergman
Le prix Stefan-Bergman est une distinction mathématiques décernée par l'American Mathematical Society en mémoire du mathématicien polono-américain Stefan Bergman (1895-1977).

## Le prix
Chaque année ou tous les deux ans, le prix décerné est doté de 12 500 $ et concerne :
1) la théorie du noyau de Bergman et ses applications en analyses réelle et complexe ; 
2) les méthodes fonctionnelles dans la théorie des équations différentielles partielles de type elliptique avec une attention particulière à la méthode de l'opérateur de Bergman.

## Lauréats
- 2020 : Aline Bonami (Université d'Orléans) et Peter Ebenfelt (université de Californie à San Diego) [2]
- 2019 : Franc Forstnerič (Université de Ljubljana) et Mei-Chi Shaw (université de Notre Dame)[3]
- 2018 : Johannes Sjöstrand (université de Bourgogne)
- 2017 : Bo Berndtsson (en) (Chalmers University of Technology et University of Gothenburg) et Nessim Sibony (Université Paris-Sud)
- 2016 : Charles Epstein (université de Pennsylvanie) et François Trèves (université Rutgers)[4]
- 2015 : Eric Bedford (université Stony Brook) et Jean-Pierre Demailly (université de Grenoble).
- 2014 : Takeo Ohsawa (université de Nagoya) et Sławomir Kołodziej (université Jagellonne).
- 2013 : Xiaojun Huang et Steve Zelditch (en).
- 2012 : David S. Jerison (en) (MIT) et John M. Lee (en) (université de Washington).
- 2011 : Gennadi Henkin.
- 2009 : Ngaiming Mok et Duong H. Phong (en).
- 2007 - 2008 :  Alexander Nagel (en) et Stephen Wainger.
- 2006 : Kengo Hirachi[5].
- 2005 : Elias Menachem Stein.
- 2004 : Joseph J. Kohn.
- 2003 : Mohammed Salah Baouendi et Linda Preiss Rothschild
- 2001 : László Lempert (en) et Sidney Martin Webster (en).
- 2000 : Masatake Kuranishi (en).
- 1999 : John P. D'Angelo.
- 1997 : David E. Barrett (en) et Michael Christ (en).
- 1995 : Harold P. Boas et Emil J. Straube (en)
- 1994 : John Erik Fornaess (en)
- 1993 : Yum-Tong Siu
- 1992 : Charles Fefferman
- 1991 : Steven Bell et Ewa Ligocka
- 1989 : David W. Catlin (en)